# Ormocerus vernalis
Ormocerus vernalis är en stekelart som beskrevs av Walker 1834. Ormocerus vernalis ingår i släktet Ormocerus och familjen puppglanssteklar. Arten är reproducerande i Sverige. Inga underarter finns listade i Catalogue of Life.